# Campeonato Carioca de Voleibol Feminino

|-
 

 

 

 

 

 

 

 

 

 

 

 

 

 

 

 

 

 

 

 

 

 

 

 

 

 

 

 

 

 

 

 

 

 

 

 

 

 

 

 

 

 

 

 

 

 

 

 

 

 

 

 

 

 

 

 

 

 

 

 

 

 

 

 

 

 

 

 

 

 

 

 

 

 

 

 

 

 

 

 

 

 

 

 

 

 

 

 

 

 

 

 

 

 

 

 

 

 

 

 

 

 

 

 

 

 

 

 

 

 

 

 

 

 

 

 

 

 

 

 

 

 

 

 

 

 

 

 

 

 

 

 

 

 

 

 

 

 

 

 

 

 

 

 

 

 

 

 

 

 

 

 

 

 

 

 

 

 

 

 

 

 

 

 

 

 

 

 

 

 

 

 

 

 

 

 

 

 

 

 

 

 

 

 

 

 

 

 

 

 

 

 

 

 

 

 

 

 

 

 

 

 

 

 

 

 

 

 

 

 

 

 

 

 

 

 

 

 

 

 

 

 

 

 

 

 

 

 

 

 

 

 

 

 

 

 

 

 

 

 

 

 

 

 

 

 

 

 

 

 

 

 

 

 

 

 

 

 

 

 

 

 

 

 

 

 

 

 

 

 

 

 

 

 

 

 

 

 

 

 

 

 

 

 

 

 

 

 

 

 

 

 

 

 

 

 

 

 

 

 

 

 

 

 

 

 

 

 

 

 

 

 

 

 

 

 

 

 

 

 

 

 

 

 

 

 

 

 

 

 

 

 

 

 

 

 

 

 

 

 

 

 

 

 

 

 

 

 

 

 

 

 

 

 

 

 

 

 

 

 

 

 

 

 

 

 

 

 

 

 

 

 

 

 

 

 

 

 

 

 

 

 

 

 

 

 

 

 

 

 

 

 

 

 

 

 

 

 

 

 

 

 

 

 

 

 

 

 

 

 

 

 

 

 

 

 

 

 

 

 

 

 

 

 

 

 

 

 

 

 

 

 

 

 

 

 

 
O Campeonato Carioca de Voleibol Feminino é a principal competição de clubes de voleibol feminino do Estado do Rio de Janeiro e um dos principais campeonatos estaduais do Brasil. Atualmente, Campeonato Estadual de Voleibol Feminino é sua nomenclatura oficial. A competição é organizada pela Federação de Voleibol do Rio de Janeiro. O torneio costuma ter número variável de equipes participantes a cada edição.

## História
A Federação de Voleibol do Estado do Rio de Janeiro resultou da transformação, em 23 de junho de 1976, da Federação Metropolitana de Voleibol, que agregou as filiadas do Departamento de Voleibol da Federação Fluminense de Desportos. É filiada a Confederação Brasileira de Voleibol. A Federação Metropolitana de Voleibol foi fundada como Liga de Voleibol do Rio de Janeiro em 14 de setembro de 1938.

## Edição atual
Equipes que disputam o Campeonato Carioca de 2023:
| Equipe             | Cidade         |
| ------------------ | -------------- |
| Fluminense         | Rio de Janeiro |
| Sesc-RJ/Flamengo   | Rio de Janeiro |
| Tijuca Tênis Clube | Rio de Janeiro |

## Campeões Adulto

### Títulos por equipe
| Clube                                                  | Total | Anos dos campeonatos |
| ------------------------------------------------------ | ----- | --- |
| Fluminense FC                                          | 29    | 1941; 1942; 1953; 1956; 1957; 1958; 1959; 1960; 1961; 1962; 1963; 1967; 1968; 1969; 1970; 1971; 1972; 1973; 1974; 1975; 1976; 1977; 1980; 1982; 1983; 1994; 1997; 2016 e 2024 |
| Rio de Janeiro VC/Paraná VC/Flamengo(a partir de 2020) | 19    | 1999; 2004; 2005; 2006; 2007; 2008; 2009; 2010; 2011; 2012; 2013; 2014; 2015, 2017, 2018, 2019, 2020, 2021, 2022 e 2023                                                       |
| CR Flamengo                                            | 9     | 1938; 1951; 1952; 1954; 1955; 1978; 1979; 1981 e 1984 |
| Botafogo FR                                            | 8     | 1939; 1940; 1946; 1947; 1948; 1950; 1964 e 1995 |
| AA Supergasbrás                                        | 2     | 1985 e 1986 |
| Lufkin EC                                              | 2     | 1987 e 1988 |
| AABB Rio                                               | 2     | 1965 e 1966 |
| AA Rio Forte                                           | 2     | 1991 e 1993 |
| ACF Campos                                             | 2     | 2001 e 2003 |
| Grêmio Tabajara                                        | 2     | 1943 e 1945 |
| CR Vasco da Gama                                       | 1     | 2000 |
| Macaé Sports                                           | 1     | 1998 |

## Categorias de base

### Campeões Estaduais Juvenil - Atualmente Sub-21
| Clube                   | Total | Anos dos campeonatos |
| ----------------------- | ----- | --- |
| Fluminense FC           | 22    | 1956; 1959; 1969; 1972; 1973; 1974; 1995; 1996; 2003; 2006; 2007; 2008; 2009; 2010; 2011; 2012; 2013; 2015; 2016; 2017; 2018 e 2019 |
| CR Flamengo             | 14    | 1975; 1976; 1977; 1978; 1979; 1980; 1981; 1982; 1990; 1994, 1998; 2002; 2014 e 2021                                                 |
| Tijuca TC               | 8     | 1960; 1961; 1965; 1966; 1967; 1968; 1970 e 1997                                                                                     |
| Botafogo FR             | 3     | 1962; 1971 e 1983 |
| Macaé Sports            | 3     | 1999; 2000 e 2001 |
| AA Rio Forte            | 3     | 1991; 1992 e 1993 |
| Clube de Regatas Icaraí | 2     | 1963 e 1964 |
| Bradesco                | 2     | 1985 e 1986 |
| Lufkin EC               | 2     | 1987 e 1988; |
| Supergasbrás            | 1     | 1989 |
| ACF Campos              | 1     | 2004 |
| Atlântica Boavista      | 1     | 1984 |

### Campeões Estaduais Infanto-Juvenil - Atualmente Sub-18
| Clube              | Total | Anos dos campeonatos                                                                                        |
| ------------------ | ----- | --- |
| Fluminense FC      | 18    | 1980; 1992; 1995; 1996; 2001; 2003; 2005; 2006; 2007; 2008; 2009; 2011; 2012; 2013; 2014; 2015; 2016 e 2017 |
| CR Flamengo        | 12    | 1974; 1975; 1976; 1978; 1979; 1997; 1998; 1999; 2000; 2002; 2010 e 2021                                     |
| Botafogo FR        | 7     | 1972; 1973; 1982; 1983; 1988; 1989 e 1994                                                                   |
| Tijuca TC          | 4     | 1977; 2004; 2018 e 2019                                                                                     |
| Lufkin EC          | 2     | 1987 e 1990                                                                                                 |
| CIB                | 1     | 1991 |
| Bradesco           | 1     | 1985 |
| Hebraica SCER      | 1     | 1993 |
| Atlântica Boavista | 1     | 1984 |
| Supergasbrás       | 1     | 1986 |
| Clube Monte Sinai  | 1     | 1981 |

### Campeões Estaduais Infantil - Atualmente Sub-16
| Clube         | Total | Anos dos campeonatos |
| ------------- | ----- | --- |
| Fluminense    | 25    | 1965; 1966; 1979; 1983; 1984; 1994; 1995; 1996; 1998; 2000; 2003; 2004; 2005; 2006; 2007; 2008; 2010; 2011; 2012; 2013; 2014; 2016; 2017; 2018 e 2019 |
| CR Flamengo   | 12    | 1963; 1964; 1973; 1975; 1976; 1977; 1978; 1991; 1999; 2001; 2002 e 2009                                                                               |
| Botafogo FR   | 11    | 1967; 1968; 1971; 1972; 1974; 1980; 1981; 1982; 1988; 1989 e 1990                                                                                     |
| Tijuca TC     | 3     | 1997; 2015 e 2021 |
| Hebraica SCER | 2     | 1992 e 1993 |
| Bradesco      | 2     | 1985 e 1986 |
| Lufkin EC     | 1     | 1987 |
| CIB           | 1     | 1969 |

### Campeões Estaduais Mirim - Atualmente Sub-14
| Clube               | Total | Anos dos campeonatos                                                          |
| ------------------- | ----- | ----------------------------------------------------------------------------- |
| Fluminense          | 13    | 1983; 2006; 2007; 2008; 2009; 2010; 2011; 2013; 2014; 2015; 2016; 2017 e 2019 |
| CR Flamengo         | 8     | 1974; 1975; 1977; 1981; 1984; 1998; 2002 e 2021                               |
| Botafogo FR         | 7     | 1971; 1978; 1987; 1993; 1994; 1997 e 2001                                     |
| Tijuca TC           | 5     | 1969; 1995; 1996; 1999 e 2012                                                 |
| Grajaú Tênis Clube  | 2     | 1982 e 2018                                                                   |
| Bradesco            | 2     | 1985 e 1986                                                                   |
| AABB Rio            | 1     | 1976                                                                          |
| AE Miraflores       | 1     | 2000                                                                          |
| Niterói Vôlei Clube | 1     | 2004                                                                          |
| Hebraica SCER       | 1     | 1973                                                                          |
| CIB                 | 1     | 1992                                                                          |